# Catherine Bell
 Catherine Lisa Bell  (Londres, 14 d'agost de 1968) és una actriu i productora anglesa que va coprotagonitzar la sèrie JAG entre 1997 i 2005, entre altres sèries d'èxit.

## Biografia
Bell és filla de pare escocès i mare iraniana. Els seus pares es van divorciar i ella va anar a viure amb la seva mare a Los Angeles, Califòrnia, quan tenia 3 anys. Va obtenir la nacionalitat nord-americana als 12 anys. Va actuar en diversos anuncis sent nena. Va anar a la Universitat de Califòrnia, a Los Angeles (UCLA), i mostrà gran interès a arribar a ser bioenginyera o doctora, però ho va deixar per ser model. Un dels seus primers treballs de model va ser al Japó. Després va tornar a Califòrnia, va estudiar interpretació i va treballar de fisioterapeuta.
La seva primera aparició en una pel·lícula va ser com a doble de cos d'Isabella Rossellini a Death Becomes Her el 1992. Només se li va veure el cul. El 2003, Bell va realitzar un paper de repartiment en la comèdia Bruce Almighty que protagonitzava Jim Carrey. Des de 1996 fins al 29 d'abril de 2005, Bell va interpretar la tinenta coronela del cos dels marines Sarah MacKenzie en la sèrie de televisió JAG.
El 2006 va començar com a coprotagonista a la mini sèrie El Triangle de les Bermudes al costat de Sam Neill, Lou Diamond Philips i Eric Stoltz. Aquesta sèrie va ser produïda per Brian Singer. I després d'això va actuar com a protagonista a la TV movie: Small Still Voice.
A partir de 2007, Bell va co-protagonitzar la sèrie dramàtica Army Wives en el paper de Denise Sherwood, la dona d'un tinent coronel de l'Exèrcit dels Estats Units, que era víctima de violència domèstica per part del seu fill adolescent durant la primera temporada de la sèrie.
També va ser la protagonista de la pel·lícula per a televisió The Good Witch, com a Cassandra "Cassie" Nightingale, de les sis pel·lícules que la van continuar, i de la sèrie de televisió del mateix nom, estrenada el 2015.

## Vida personal
Parla amb fluïdesa el persa i l'anglès.
Es va casar amb Adam Beason el 8 de maig de 1994. Van tenir una filla i un fill. Es van divorciar el 2011.
Bell ha superat un càncer de tiroide que li va ser extirpat als 20 anys, del qual en conserva una cicatriu al coll.

## Cienciologia
Bell ha estat afiliada a la cienciologia/dianètica des de 1990, on ha assolit el que anomenen "estat de claredat". Ha contribuït a la cienciologia des del projecte Hollywood d'Educació i Literatura. El desembre de 2005, va ajudar a promoure la gala d'obertura del controvertit Museu Psiquiatria: Una Indústria de Mort, que publicitava una teoria conspiratòria que connectava Adolf Hitler amb la professió psiquiàtrica.
El febrer de 2006, Bell va aparèixer en un vídeo musical de cienciologia anomenat Units. El reporter de Fox News Roger Friedman va anunciar que n'havia rebut una còpia per correu que li van enviar personalment Tom Cruise i Katie Holmes, amb un repertori de màximes de cienciologia com: "Mai temis danyar un altre per una causa justa". Friedman va dir del vídeo que Bell i altres celebritats com Jenna Elfman i Isaac Hayes hi apareixien "donant cops de cap i aplaudint en una espècie de tràngol".

## Característiques
- Alçada: 1,78 m,
- Ulls marrons,
- Cabells: castanys,
- Ascendència: iranianoescocesa,
- Votada la número 20 com la dona més sexy del món el 2004 en la revista internacional FHM,
- Té un pírcing umbilical.
- Les seves mides naturals són 86-61-89.

## Filmografia
- The Good Witch
- Evan Almighty
- JAG
- Bruce Almighty
- Màxima tensió
- The Naked Truth
- Black Thunder
- El triangle de les Bermudes (2005, minisèrie de 3 capítols)